# Soul in Sadness
Soul in Sadness war eine Band aus Regensburg, die im Jahr 2000 gegründet wurde und sich im Jahr 2010 aufgelöst hat. Bandkopf Stefan Siegl produzierte bereits zuvor zwei Demos, die jedoch mit dem späteren Schaffen wenig zu tun hatten. Da man sich erst 2002 auf den einheitlichen Bandnamen einigte, sind auf einigen Kompilationen der Jahre 2002 und 2003 deshalb noch die Namen SIS oder SiS zu finden.

## Geschichte

### Die Anfänge
Die ersten Werke entstanden bis 2002 in kompletter Eigenregie und wurden hauptsächlich über das Internet verbreitet. 2002 fand zum ersten Mal mit der norddeutschen Band DoNotDream ein Livekonzert statt. Bereits beim zweiten Auftritt gewann das Duo einen Newcomerwettbewerb, dessen Prämie eine Doppelseite in einer Szenezeitschrift sowie einen Aufnahmetag bei dem Musikproduzenten Bruno Kramm umfasste. Dies reichte Martin Sprissler aus, um der jungen und unerfahrenen Truppe Ende 2002 einen Plattenvertrag anzubieten.

### 2003 – 2004 - die beiden „Sehnsucht“-Alben
Das schwarzromantische Debüt „Sehnsucht nach dem Licht“ erschien im Juni 2003 auf dem Indie-Label UpScene. Es wurde von der Presse mit sehr unterschiedlichen Stimmen empfangen, wobei allerdings der Szenehit „Fernweh“ erwähnenswert ist, der in Folge immer wieder auf Samplern ausgekoppelt wurde. Ungeachtet der zwiespältigen Pressemeinung erspielten sich Soul in Sadness eine beachtliche Fanzahl auf Konzertreisen durch die ganze Bundesrepublik. So folgte bereits im November 2004 das Nachfolgewerk „Auf Sehnsucht folgt Ernüchterung“, welches zum einen betont elektronischer und aggressiver Klang und zum anderen den ersten Schritt weg von der Schwarzromantik ging. Soul in Sadness betonten zudem, dass es sich bei „Ernüchterung“ nicht mehr um ein schwarzromantisches Werk handelte, sondern mehr um eine Richtigstellung des ersten Albums. Lediglich „Juliet“ und „Nur Lüge“ wurden als die beiden einzigen Balladen des Albums auf Samplern veröffentlicht, der aggressivere Anteil erneut ignoriert. Stefan Siegl brachte seinen Unmut über diesen Umstand immer wieder auf dem Bandblog zum Ausdruck.

### 2005 – Kampf
Nach dem Ende der Zusammenarbeit mit UpScene fand ein Wechsel zum Bayreuther Label Danse Macabre statt. Für den folgenden Herbst wurde ein neues Werk angekündigt, welches jedoch aus unbekannten Gründen nicht veröffentlicht wurde. Das einzige Lebenszeichen 2005 war die Onlinesingle „Kampf“, die in Zusammenarbeit mit dem Berliner Künstler Alexander Ellmer entstand.

### 2006 – 2007
Zunächst unter dem Arbeitstitel Sehnsucht III angekündigt, wurde im September 2006 das neue Album zwar in Teilen uraufgeführt und erhielt mit Zwischenwelt seinen endgültigen Namen. Dennoch wurde der Termin für die Fertigstellung immer wieder verschoben, ohne dass ein offizieller Releasetermin festgesetzt wurde. Auch die Liveaktivitäten wurden auf ein Minimum zurückgefahren, infolgedessen dünnte sich die Fanschar weiter aus, nicht zuletzt aufgrund mangelnder Veröffentlichungen. Es wurde lediglich im Szenemagazin Negatief bekannt, dass sich das neue Album – ausgestattet mit neuem, natürlicherem Klang mit nur mehr sporadischem Synthesizereinsatz – thematisch mit der Zerrissenheit der dahinsiechenden Seele in der mechanischen Welt beschäftige.

### 2008 – ZwischenWelt
Der Releasetermin für das erwartete Album „ZwischenWelt“ fiel dann schließlich auf Oktober 2008. Erste Rezensionen fielen positiv aus. Später wurde das Album zusätzlich zur physischen Veröffentlichung auch unter einer „Creative Commons“-Lizenz frei zum Download angeboten. Die Band äußerte sich hierzu in ihrem Blog und konstatierte, diesen Schritt gegangen zu sein, weil „ZwischenWelt“ ohnehin schon illegal bei mehreren Hostern und Tauschbörsen erhältlich war. Folge dieses neuen Weges war, dass die „Gute Namen EP“ von 2009 ausschließlich frei und digital angeboten wurde. Die bevorzugten Portale waren hierbei Jamendo und Last.fm.

### 2010 – das Ende
Die Bandmitglieder trennten sich 2010. Die Trennung wurde nicht näher erläutert, bis auf den Verweis „Mehr gibt es dazu nicht mehr zu sagen, was nicht schon irgendwann hier geschrieben worden wäre. (...) wobei sich (wie gehabt) die Frage stellt, wie viel Sinn dieses letzte (ZwischenWelt) Album machte, das unsere Fans gespalten und uns an den Rand der Irrelevanz getrieben hat.“ Zuvor wurden in Newsbeiträgen immer wieder Probleme genannt, auf Tour gehen zu können.

## Stil
Musikalisch bewegte sich die Band zwischen Rock- und elektronischer Popmusik. Charakteristisch für den Sound war die Einbindung von Anton Gleißners Flötenspiel; eine genaue Einordnung fällt jedoch schwer. Das erste Album „Sehnsucht nach dem Licht“ erinnert vom Sound her an Synthiepop-Produktionen mit gelegentlichem Gitarreneinsatz, jedoch ohne typische Gothic-Sounds. Das zweite Album „Auf Sehnsucht folgt Ernüchterung“ wird dominiert vom damals aktuellen Electro-Sound im Stil von Bands wie L’Âme Immortelle oder Seelenkrank, enthält jedoch auch ein akustisches Stück und eine Metal-Nummer. „ZwischenWelt“ ist im Großen und Ganzen ein Alternativ-Rock-Album, das streckenweise ganz ohne Elektronik auskommt und lediglich einen Drumcomputer verwendet.
Typisch für die Texte von Soul in Sadness war eine Widersprüchlichkeit, die wahrscheinlich bewusst auf die Alben verteilt wurde. Besonders deutlich wird dies auf dem ZwischenWelt-Album. Hier wurde zum Beispiel der Song „Spiel des Lebens“ revidiert (Textzeile: „Wenn Leben nur ein Spiel wäre, würde ich es nicht spielen“ im Song „Tote Seelen lieben nicht“) und der Schlusssatz aus „Auf Sehnsucht folgt Ernüchterung“ („(...) I am still human“) zu einem kompletten Lied ausformuliert („Ich bin immer noch ein Mensch“) - jedoch mit einer deutlich positivierten Ausrichtung.

## Verhältnis zu Fanvideos
Am 8. April 2009 veröffentlichte die Band auf YouTube und MySpaceVideo einen VLog, in dem sich Stefan Siegl sehr energisch über die Verwendung der Musik der Band in „Bildkollagen“ äußerte. Er sprach der Mehrzahl der veröffentlichten Mash-Ups Kreativität, Aktualität und den Nutzen als Promotion für die Band ab. Zugleich versprach er, von rechtlichen Schritten Abstand zu nehmen und relativierte in einem späteren VLog seine Aussagen, da er die Hoffnung noch nicht aufgegeben habe.

## Diskografie

### Alben
- 2003: Sehnsucht nach dem Licht
- 2004: Auf Sehnsucht folgt Ernüchterung
- 2008: Zwischenwelt
- 2012: Hier und am Leben (Neuvertonungen & Remixe)
- 2022: Let’s Play Vol. 1
- 2023: Die Konsequenzenlosigkeit der Dinge
- 2024: Let’s Play Vol. 2

### Demos
- 2000: Sins and Servants (als SiS)
- 2001: Love’s a Game, Love’s a Lie (als SiS)
- 2002: Pure Sadness (als SiS - Soul in Sadness)

### Online-Singles
- 2005: Kampf!
- 2008: O.S.T. 2008
- 2009: Gute Namen EP
- 2020: Strangest Winter
- 2022: Ein Safehouse auf Malle

### Remixe
- 2005: Seasons in Black - Bloody Tears
- 2006: Das Ich - Atemlos
- 2008: PTYL - Hand Of Our Kind
- 2010: Zyklus:N: - Seele brennt
- 2010: Schwarzes Fragment - Eisenherz
- 2011: Metallspürhunde - In deinem Bann

### Samplerbeiträge
- 2002: Extreme Jenseitshymnen 3 (mit „Fernweh“)
- 2003: Kains Kinder (mit „Blut oder Rosen“)
- 2003: Extreme Jenseitshymnen 2+4 (mit „Nights Will Come and Go“)
- 2003: Nachtschwärmer 6 (mit „Fernweh“)
- 2003: Extreme Clubhits VIII (mit „Too Short Eternity“)
- 2004: Gothic Compilation Part XXVI (mit „Nur Lüge“)
- 2004: Extreme Jenseitshymnen 5 (mit „Juliet“)
- 2004: Caleidolex (mit „Fernweh“)
- 2005: Danse Macabre Vol. 3 (mit „Lass die Sonne in dein Herz“)
- 2005: Extreme Traumfänger 4 (mit „Nur Lüge“)
- 2005: The Living Scene (mit „Nur Lüge“)
- 2007: Nerodom - Compilation 2007 (mit „Fernweh“)
- 2008: Sonic Seducer Cold Hands Seduction Vol. 88 (mit „Tote Seelen lieben nicht“)
- 2009: Dark Alliance Vol. 2 (mit „Zwischen hier und Leben“)

## Trivia
Die Musiker der Band sind bzw. waren neben ihrer Tätigkeit bei Soul in Sadness noch in vielen anderen Projekten tätig:
Max Gröger hat die Regensburger Ambient-Band Human vs. Machine gegründet, Daniel Friedrich die Bayreuther Synthierock-Band Zyklus :N:. In beiden spielt auch Stefan Siegl mit, der außerdem noch Gitarrist bei Transit Poetry ist. Siegl war im Herbst 2006 als Aushilfskeyboarder mit Das Ich auf Tour. Anton Gleißner ist Mitglied im Konzertchor St. Anton in Regensburg und Bassist beim TripHop-Projekt PrayForRavens. Michael Cirak ist zusätzlich Sänger und Gitarrist seiner eigenen Band Shattershell.
Nach der Auflösung gründeten Cirak, Gröger und Siegl die Metal-Band Terrateya, die Siegl jedoch 2012 wieder verließ. Er ist noch als Sänger auf deren erstem Album zu hören.